# Zuid-Afrikaanse Grensoorlog
De Zuid-Afrikaanse Grensoorlog was een conflict dat tussen 1966 en 1988 plaatsvond in het destijds door Zuid-Afrika bezette Zuidwest-Afrika (thans Namibië) en Angola. De strijd ging tussen tussen Zuid-Afrika en UNITA enerzijds en Angola, SWAPO, Cuba, de Sovjet-Unie en de DDR anderzijds.
In Namibië vond tussen augustus 1966 en 1988 een onafhankelijkheidsoorlog plaats tegen kolonisator Zuid-Afrika. Tussen 1961 en 1974 was er in Angola een onafhankelijkheidsoorlog tegen kolonisator Portugal, gevolgd door de Angolese Burgeroorlog van 1975 tot 2002. Begin jaren 1980 werd Angola bezet door Zuid-Afrika, dat de Angolese bevrijdingsbeweging UNITA steunde. 
Op 22 december 1988 werd met een verdrag tussen Angola, Cuba en Zuid-Afrika aan Namibië de onafhankelijkheid verleend en trokken de buitenlandse troepen in Angola zich terug. In november 1989 vonden in Namibië verkiezingen plaats en in maart 1990 werd het land formeel onafhankelijk.

## Namibië

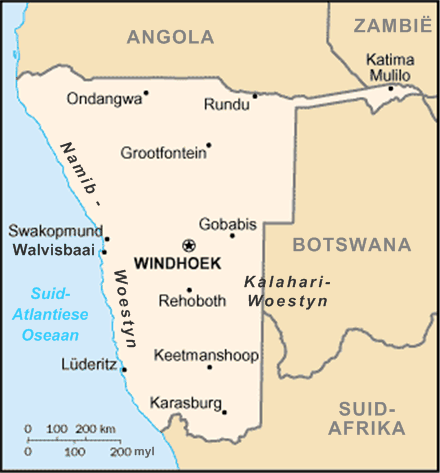
Hedendaags Namibië

De oorsprong van de onafhankelijkheidsstrijd in Namibië kan worden gevonden in de Eerste Wereldoorlog toen Zuid-Afrika Duits-Zuidwest-Afrika veroverde en er vervolgens een mandaat over kreeg van de Volkenbond. Na de Tweede Wereldoorlog voerde Zuid-Afrika de apartheid in en handelde niet in de geest van het mandaat. Op 27 oktober 1966 werd het mandaat daarom door de Verenigde Naties beëindigd. Zuid-Afrika weigerde echter het territorium te verlaten en beschouwde het als een vijfde provincie, naast de Oranje Vrijstaat, Transvaal, de Kaapprovincie en Natal. 
Intussen was de SWAPO opgekomen als onafhankelijkheidbeweging en bereidde zich voor op een gewapende strijd. Voordat zij konden toeslaan, voerden Zuid-Afrikaanse troepen op 26 augustus 1966 echter hun eerste aanval uit op een ontdekt kamp van de bevrijdingsbeweging South West Africa Liberation Army (SWALA), de paramilitaire vleugel van de SWAPO. SWAPO opereerde onder meer vanuit buurland Zambia waardoor Zuid-Afrika ook in dat land militaire operaties uitvoerde en daarvoor veroordeeld werd door de VN-Veiligheidsraad.
In 1968 droeg de VN het land over aan de South West Africa People's Organisation (SWAPO), die in 1976 bij de VN de status van waarnemersstaat kreeg. Namibië verwierf in 1990 onafhankelijkheid van Zuid-Afrika.